# Ruter

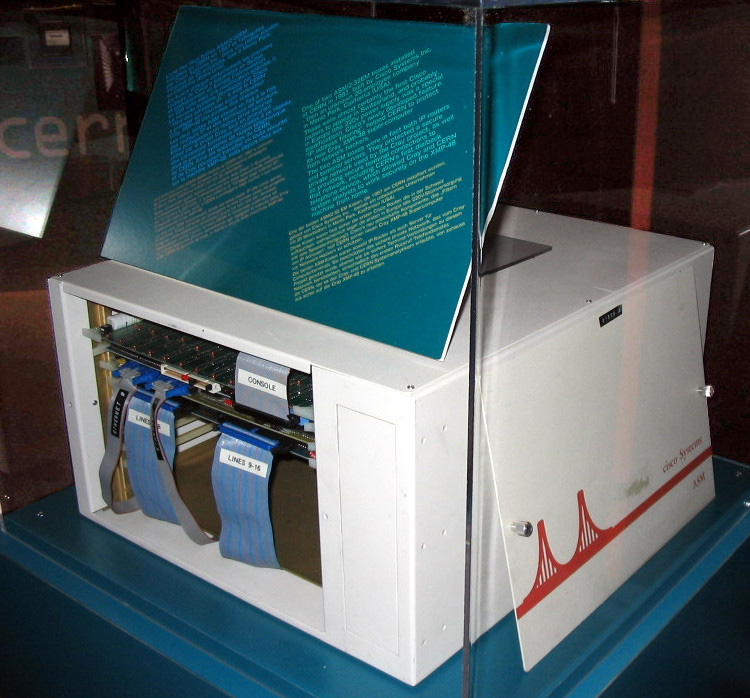
Un ruter Cisco ASM/2-32EM aflat în serviciu la CERN în 1987.

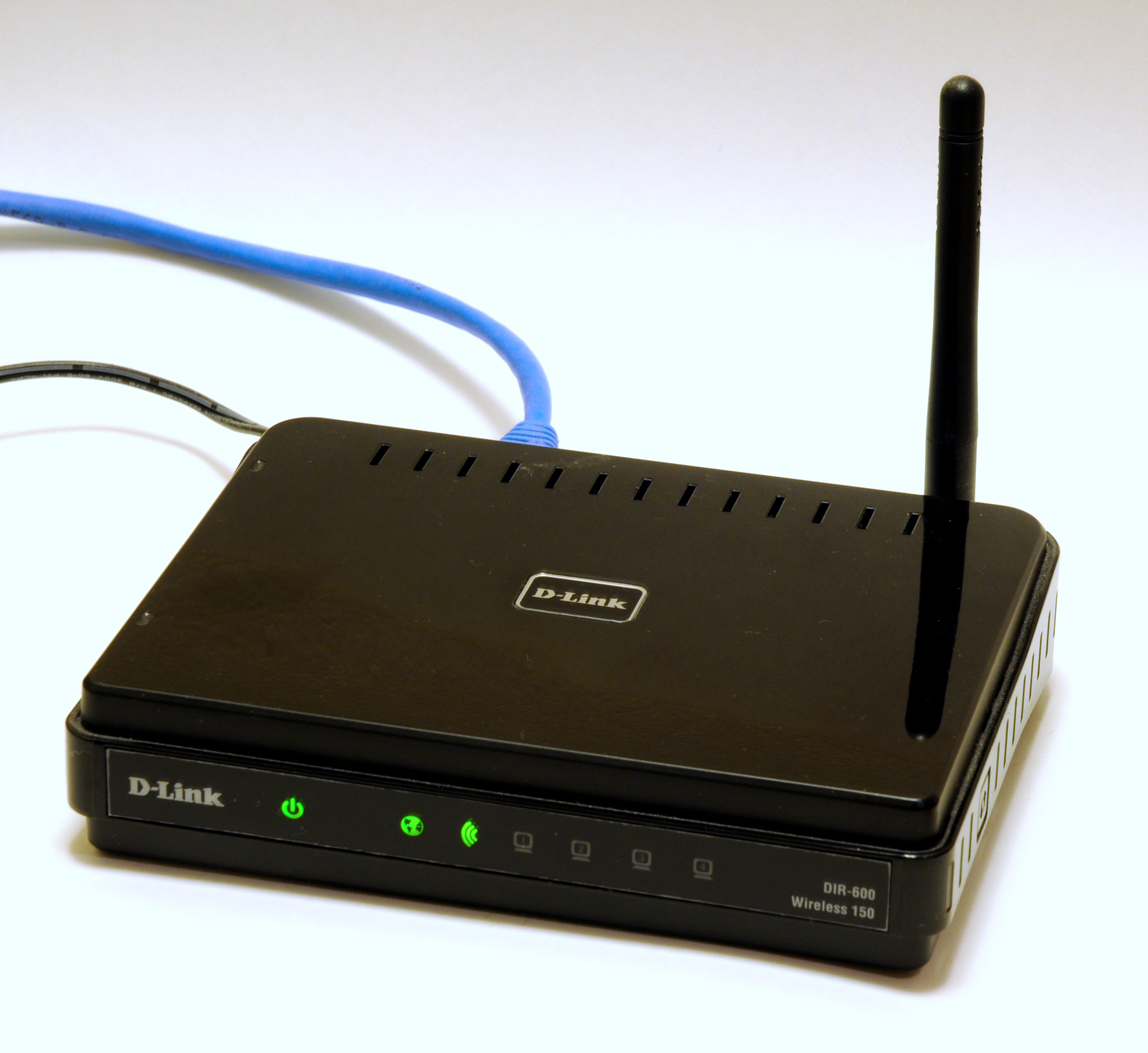
Ruter D-Link DIR-600 din anul 2009 cu partajare a conexiunii la internet prin Wi-Fi și cablu.

Un ruter (sau router)  (['ruːtə(r)] sau ['raʊ̯tər]) este un dispozitiv hardware sau software care conectează două sau mai multe rețele de calculatoare bazate pe „comutarea de pachete” (packet switching). Aceste rețele pot fi cu fir (în engleză wired) sau fără fir (în engleză wireless). Funcția îndeplinită de rutere se numește rutare. În acest articol diferențierea între rutere hardware și rutere software se face în funcție de locul unde se ia decizia de rutare a pachetelor de date. Ruterele software utilizează pentru decizie un modul al sistemului de operare, în timp ce ruterele hardware folosesc dispozitive specializate (de tip ASIC) ce permit o viteză mai mare de comutare a pachetelor.
Ruterele operează la nivelul 3 al modelului OSI. Ele folosesc deci adresele IP (de rețea) ale pachetelor aflate în tranzit pentru a decide către care anume interfață de ieșire trebuie să trimită pachetul respectiv. Decizia este luată comparând adresa calculatorului destinație cu înregistrările (câmpurile) din tabela de rutare. Aceasta poate conține atât înregistrări statice (configurate/definite de către administratorul rețelei), cât și dinamice, aflate de la ruterele vecine prin intermediul unor protocoale de rutare.
Tipul de ruter cel mai cunoscut de către consumatori este cel destinat conexiunilor casnice și firmelor mici, ce nu fac decât să trimită pachetele IP între calculatoarele din rețea și Internet, prin rețeaua unul furnizor de servicii internet (ISP). Există totuși multe alte tipuri de rutere care conectează rețele de întreprindere sau rețele ISP.

## Istoric
Primul dispozitiv care avea o funcționalitate asemănătoare cu ruterele de astăzi (comutarea de pachete) a fost Interface Message Processor (IMP). IMPurile erau dispozitivele care asigurau comutarea în ARPANET, prima rețea cu comutare de pachete. Ideea de ruter (numite pe vremea aceea „gateway” - „porți”) a apărut din lucrul unui grup de cercetători în rețele, numit International Network Working Group (INWG). Creat în 1972 ca un grup informal care să analizeze problemele tehnice ale interconectării diferitelor tipuri de rețele existente la vremea respectivă, INWG a devenit în același an un subcomitet al Federației Internaționale a Procesării Informației.
Aceste dispozitive erau diferite de precedentele comutatoare de pachete în două moduri. În primul rând, ele conectau rețele de tipuri diferite, ca de exemplu rețele seriale și rețele locale. În al doilea rând, dispozitivele acestea nu asigurau controlul erorilor, lăsând acest lucru în sarcina calculatoarelor (această idee a fost încercată și în rețeaua CYCLADES).
Ideea a fost analizată în mai mult detaliu, în scopul de a produce un prototip funcțional, în cadrul a două programe simultane. Unul din ele era programul inițiat de DARPA care a dus la crearea arhitecturii TCP/IP. Celălalt era un program al laboratorului Xerox PARC, creat pentru a explora noi tehnologii pentru rețele și care a produs sistemul PARC Universal Packet (PUP), care a fost în mare măsură ignorat în afara companiei Xerox datorită problemelor de proprietate intelectuală.
Primele rutere Xerox au intrat în serviciu la începutul anului 1974. Primul ruter IP adevărat a fost dezvoltat de Virginia Strazisar la compania BBN în 1975-1976, ca parte a unui program inițiat de DARPA. Până la sfârșitul anului 1976 existau 3 rutere bazate pe minicalculatorul DEC PDP-11, active în prototipul de Internet existent în acea perioadă.
Primele rutere multiprotocol au fost create în mod independent de cercetători de la MIT și Stanford în 1981; ruterul de la Stanford a fost creat de William Yeager, iar cel de la MIT de Noel Chiappa, ambele fiind bazate pe PDP-11.
Deoarece cea mai mare parte a rețelelor actuale sunt bazate pe protocolul IP, ruterele multiprotocol au devenit destul de rare. Cu toate acestea, nu trebuie minimizată importanța lor din perioada de început al dezvoltării rețelelor de calculatoare, deoarece în acea perioadă existau mai multe seturi de protocoale care concurau cu stiva TCP/IP. Se poate spune că ruterele cu stivă dublă, IPv4 și IPv6 pot fi considerate multiprotocol, dar într-un mod mult mai limitat decât un ruter ce cunoștea protocoalele AppleTalk, DECnet, IP și Xerox.
După cum s-a arătat mai sus, la începutul erei rutării (de la mijlocul anilor 1970 până la mijlocul anilor 1980) pe post de rutere erau folosite minicalculatoare. Deși calculatoarele obișnuite pot fi folosite ca rutere, dispozitivele moderne sunt mașini extrem de specializate, de multe ori cu hardware dedicat care să accelereze atât funcțiile de bază (comutarea pachetelor) cât și funcțiile speciale (de exemplu criptarea IPsec).
Cu toate acestea, pentru cercetare și alte aplicații sunt folosite în continuare rutere făcute din calculatoare cu Linux și Unix, ce rulează aplicații cu sursă deschisă. Deși sistemul de operare pentru rutere de la Cisco (numit IOS) a fost creat de la zero special pentru dispozitive de rețea, alte sisteme de operare pentru rutere, precum cele de la Juniper și Extreme Networks sunt variante extrem de adaptate pe Unix (mai exact FreeBSD, respectiv Linux).

## Informații generale

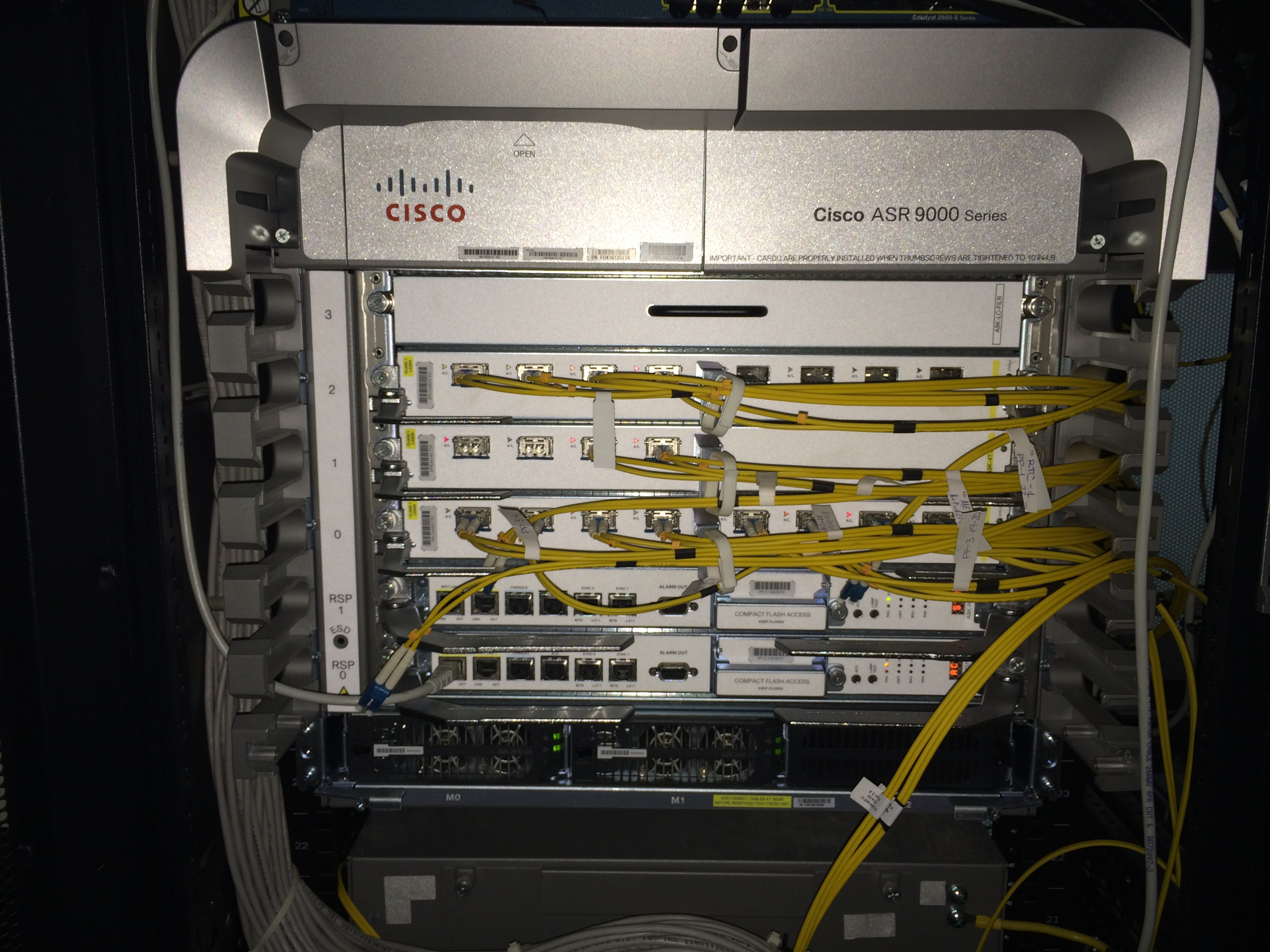
Ruter de nucleu (engleză core router)

Ruterele conțin în general un sistem de operare specializat (ca de exemplu IOS de la Cisco, Junos de la Juniper sau alternative open-source ca OpenWRT), RAM, NVRAM, memorie flash, unul sau mai multe procesoare, precum și cel puțin două interfețe de rețea.
Ruterele pot conține de asemenea mai multe procesoare și ASIC-uri specializate în comutarea de pachete. Sistemele extensibile bazate pe șasiuri, cum ar fi Avaya ERS-8600, au mai multe ASIC-uri pe fiecare modul și permit o mare varietate de porturi pentru rețele locale sau metropolitane, precum și conexiuni personalizate. Pentru situațiile în care traficul este mai redus și costul este mai important sunt folosite rutere mai simple. Folosind un software specializat (precum Untangle, SmoothWall, XORP sau Quagga), orice calculator personal poate deveni un ruter (poate oferi funcționalitatea de ruter).

## Funcționare

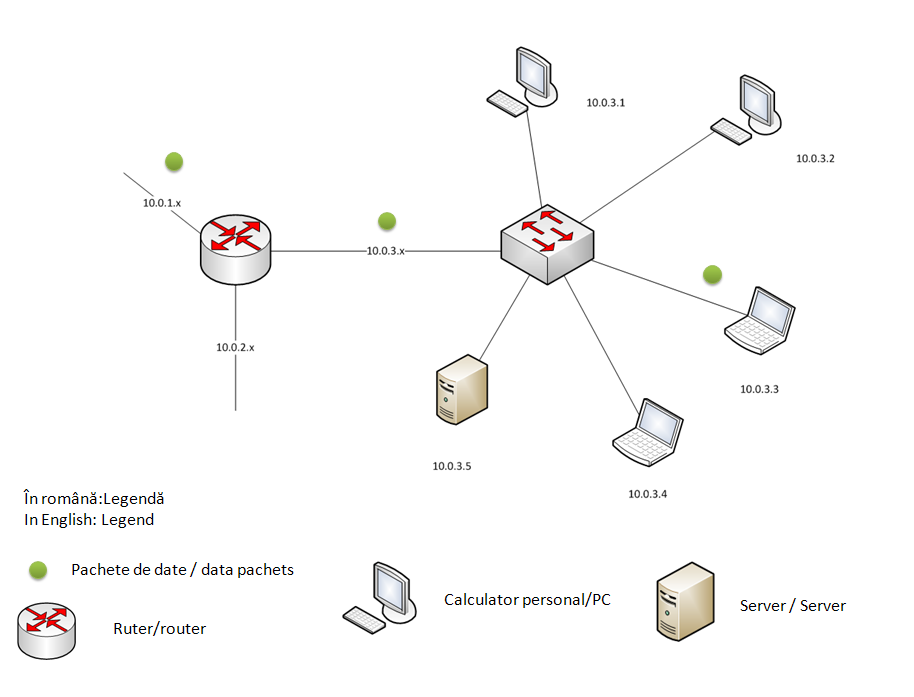
Procesul de rutare al unui pachet de date

Procesul de rutare are două părți distincte: determinarea căii optime, în care ruterul folosește informațiile din tabela de rutare (inclusiv cele introduse de protocoalele de rutare) pentru a învăța interfața de ieșire cea mai potrivită pentru a trimite pachetele la o anumită destinație și comutarea pachetelor, care asigură trimiterea unui pachet primit pe o interfață (de intrare) pe interfața de ieșire optimă.

### Determinarea căii optime
Acestă parte a procesului de rutare duce la crearea unei tabele de rutare, care conține adresa rețelei și masca de rețea, adresa următorului ruter și/sau interfața de ieșire pentru destinația respectivă, precum și metrica și distanța administrativă. Rețelele sunt plasate în tabela de rutare în ordinea descrescătoare a măștii de rețea (de la rețele mai mici la rețele mai mari), iar ruterul le parcurge liniar.
Metrica și distanța administrativă sunt cele două metode de diferențiere între diferitele rute către aceeași destinație. Distanța administrativă face diferența între diferitele tipuri de rute (statice, dinamice și direct conectate). Felul în care se calculează metrica diferă de la un protocol de rutare la altul, însă în general sunt incluse informații ca întârzierea, lărgimea de bandă, distanța, cantitatea de trafic. Metrica este relevantă doar pentru rute generate de același protocol de rutare, de aceea are o importanță mai mică decât distanța administrativă.
Pentru rutele dinamice, procesul de alegere a căii optime este următorul:
1. Dacă rețeaua destinație nu există încă în tabela de rutare, aceasta este introdusă;
2. Dacă rețeaua destinație este o subrețea a unei intrări din tabela de rutare, sunt comparate distanța administrativă și metrica:
  1. Dacă acestea sunt identice sau ruta existentă are o metrică mai bună, nu se efectuează nicio modificare;
  2. Dacă ruta nouă este mai bună, se introduce o nouă intrare în tabela de rutare, înaintea vechii intrări, astfel încât ruterul să folosească această rută;
3. Dacă rețeaua există deja în tabela de rutare, iar noua rută este mai bună, intrarea este înlocuită.

Ruterele mențin starea rutelor în tabela de rutare, dar nu și starea pachetelor individuale, deoarece acest lucru ar însemna o întârziere a comutării. Mai mult, unele rutere folosesc pentru identificarea rapidă a interfețelor de ieșire o a doua tabelă, numită FIB (engleză forward information base). Această tabelă este optimizată pentru căutarea rapidă a interfețelor.

### Comutarea pachetelor
Comutarea pachetelor este funcția de bază a unui ruter. Pentru a o îndeplini corespunzător, ruterul trebuie să efectueze următoarele operații:
1. să examineze fiecare pachet sosit și să determine tipul acestuia precum și adresa destinație,
2. să determine adresa următorului ruter (sau a destinației) către care respectivul pachet trebuie trimis, prin examinarea tabelei de rutare,
3. să determine interfața pe care urmează să fie transmis pachetul,
4. să determine adresa de nivel legătură de date a următorului ruter (sau a destinației),
5. să reîncapsuleze pachetului cu informațiile de nivel doi și trei corespunzătoare și să-l trimită pe interfața către destinație.

Crearea tabelei de rutare a fost descrisă în secțiunea anterioară. Dacă tabela nu conține interfața, ci doar adresa următorului ruter (next hop), este aleasă interfața aflată în aceeași rețea cu ruterul următor. Dacă adresa de nivel legătură de date a acestuia nu este prezentă în tabela ARP a interfeței, se face o cerere ARP pentru a o obține. Înainte de a transmite pachetul, este decrementată valoarea câmpului TTL (time-to-live) din antetul IP, pentru a evita buclele de rutare.
Pentru forwardarea pachetelor IP, designul ruterelor încearcă să minimizeze informațiile despre starea pachetelor păstrate de ruter. Odată ce un pachet a fost expediat, ruterul nu va mai reține niciun fel de informație despre acel pachet. Pachetele lipsă și corectarea erorilor sunt atributele nivelului transport.
Printre cele mai importante decizii care trebuie luate în cadrul procesului de comutare este cum se procedează în cazul congestiei (adică atunci când sosesc mai multe pachete decât poate procesa ruterul). În Internet sunt folosite trei politici pentru această situație: aruncarea pachetelor din coadă care depășesc dimensiunea memoriei tampon a ruterului (metodă cunoscută sub numele din engleză tail drop), aruncarea pachetelor pe baza probabilității de apariție a congestiei în ruter (engleză Random early detection) și aruncarea pachetelor pe baza probabilității de apariție a congestiei pe o legătură/protocol (engleză Weighted random early detection). Diferența dintre a doua și a treia metodă constă în faptul că funcția de probabilitate folosită și pragul de la care începe aruncarea pachetelor pot fi diferite în funcție de interfața de intrare sau de protocolul rutat.

## Tipuri de rutere
Există mai multe tipuri de rutere care pot fi clasificate după mai multe criterii.

### Clasificarea generală a ruterelor
1. Rutere pentru utilizare domestică și birouri de mici dimensiuni (Home Routers, SOHO Routers, rutere individuale):
  - Acestea sunt cele mai comune și sunt utilizate în gospodării pentru a oferi conectivitate Wi-Fi dispozitivelor din casă.
  - Sunt echipate cu porturi Ethernet pentru a conecta dispozitive prin cablu.
  - Majoritatea ruterelor de acasă au funcții precum control parental, firewall și QoS (Quality of Service) pentru a gestiona traficul de rețea.
  - Aceste rutere pot fi utilizate și in birouri sau afaceri de mici dimensiuni.
2. Rutere pentru companii (Enterprise Routers):
  - Acestea sunt utilizate în mediile de afaceri și organizații.
  - Sunt proiectate pentru a gestiona traficul de date între mai multe rețele și pentru a oferi securitate avansată.
  - Pot avea funcții precum VPN (Virtual Private Network), VLAN (Virtual Local Area Network) și redundanță.
  - Pot fi multi-WAN.
3. Rutere 5G/4G/3G (LTE Routers):
  - Acestea permit conectarea la o rețea de date mobile prin 5G, 4G, 3G etc și partajarea conexiunii prin LAN sau Wi-Fi.
4. Rutere portabile (Mobile Routers, MiFi):
  - Acestea utilizează rețele mobile (cum ar fi 4G sau 5G) pentru a oferi conectivitate Wi-Fi în mișcare.
  - Sunt utile pentru călătorii sau atunci când nu există o rețea fixă disponibilă.
  - Pot fi alimentate de la baterie și sunt portabile.
5. Rutere pentru jocuri (Gaming Routers):
  - Acestea sunt optimizate pentru gaming și streaming video.
  - Au funcții precum QoS pentru a prioriza traficul de jocuri și porturi Ethernet dedicate pentru consolele de jocuri.
6. Rutere mesh (Mesh Routers):
  - Acestea sunt utilizate pentru a extinde acoperirea Wi-Fi în întreaga casă.
  - În esență sunt formate din mai multe puncte de acces care colaborează pentru a crea o rețea unică.
  - Ideal pentru case mari sau cu mai multe etaje.
7. Rutere industriale (Industrial Routers):
  - Acestea sunt utilizate în medii industriale, cum ar fi fabrici sau stații de lucru.
  - Sunt robuste, rezistente la condiții extreme și pot gestiona traficul de date în medii dificile.
  - Pentru utilizarea în anumite industrii, domenii, acestea trebuie să respecte anumite certificări internaționale.
8. Rutere virtuale (Virtual Routers):
  - Acestea rulează ca mașini virtuale pe servere și pot gestiona traficul de rețea în cloud sau în centre de date.
  - Sunt utilizate în infrastructura de rețea virtualizată.

#### 1. Rutere individuale

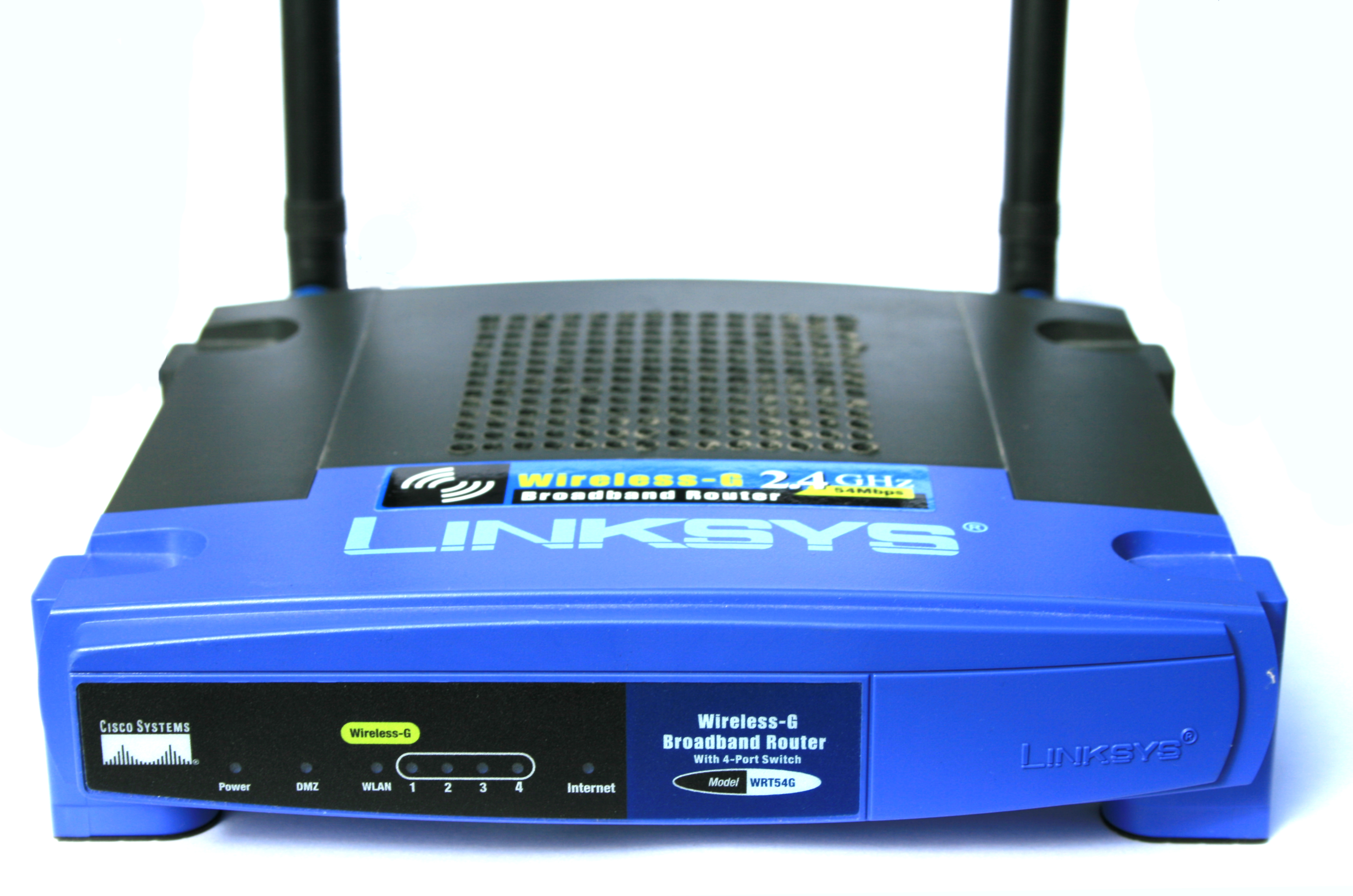
Router Wi-Fi Linksys WRT54G

Pentru conectarea reședințelor individuale și a firmelor mici la serviciile de internet prin cablu, DSL sau la rețele de cartier se folosesc rutere de mici dimensiuni și nu foarte puternice. Majoritatea au inclus și un switch, iar unele dintre aceste rutere suportă și conexiuni wireless, în special prin rețele Wi-Fi, cunoscute ca rutere Wi-Fi, dar și prin GPRS, UMTS sau WiMAX.
Deși ruterele individuale prezente în acest moment pe piață asigură conectivitatea la rețeaua locală la viteze de 100/1000 Mbps, multe dintre ele nu sunt capabile să ruteze un asemenea volum de trafic. Acest compromis a fost făcut deoarece majoritatea conexiunilor rezidențiale la Internet sunt limitate ca viteză de către furnizor.
Funcționalitatea ruterelor pentru acasă este în general similară cu a celorlalte rutere, dar acestea mai au o funcție suplimentară, și anume transformarea adreselor IP a tuturor calculatoarelor din rețea într-o singură adresă IP publică, prin NAT. Acest lucru face ca, din Internet, întreaga rețea locală să arate ca un singur calculator, însă limitează numărul conexiunilor simultane (și implicit al utilizatorilor) pe care le poate suporta ruterul.

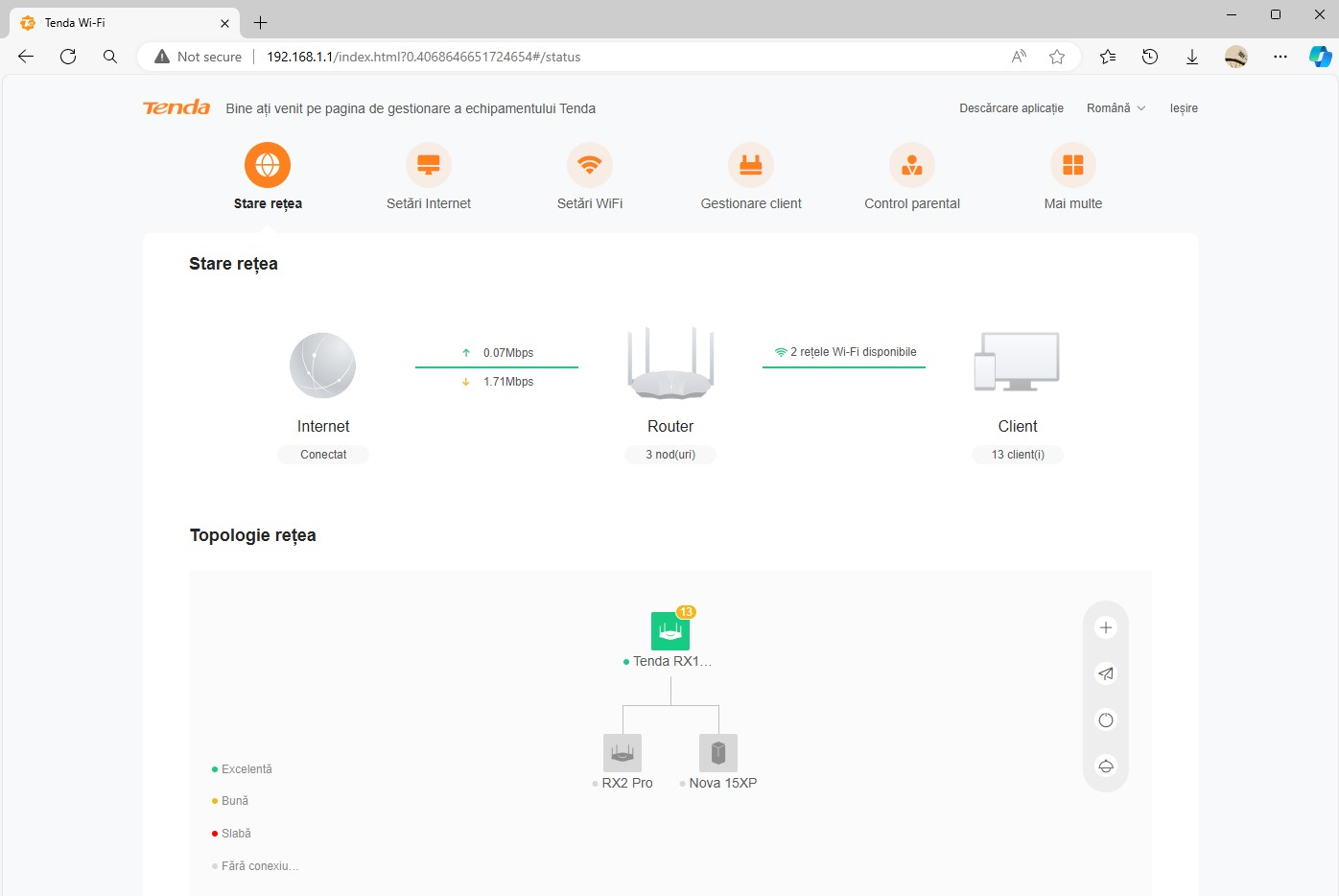
Interfața locală web de gestionare a unui ruter Tenda.

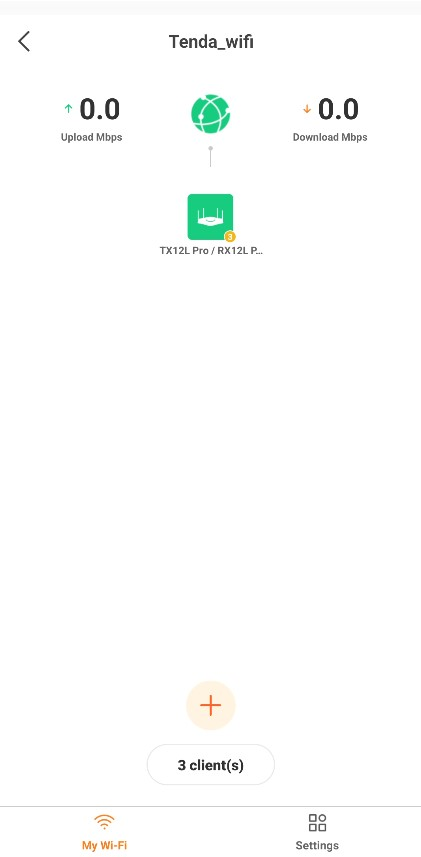
Adițional gestionării din pagină locală web, mai nou, un ruter poate fi gestionat și dintr-o aplicație de smartphone. Ca exemplu, Tenda WiFi este o aplicație de iOS și Android care permite gestionarea de la distanță a ruterelor Tenda.

În general aceste rutere au o interfață grafică de configurare și monitorizare intuibilă și ușor de folosit care oferă servicii și funcții uzuale precum: setarea conexiunii la internet, setări Wi-Fi pentru rețeaua principală și pentru invitați, control parental, filtrarea accesului pe baza adresei MAC, DDNS, VPN, maparea porturilor TCP și UDP, DHCP dar și altele. Interfața de gestionare poate fi accesată dintr-o pagină web locală sau dintr-o aplicație de smartphone. Majoritatea acestor echipamente pot fi setate a funcționa și în alte moduri de lucru, în afară de modul implicit rutare, precum: punct de acces la rețea prin Wi-Fi (AP) sau repetor Wi-Fi (range extender, repeater).

#### 2. Rutere pentru companii

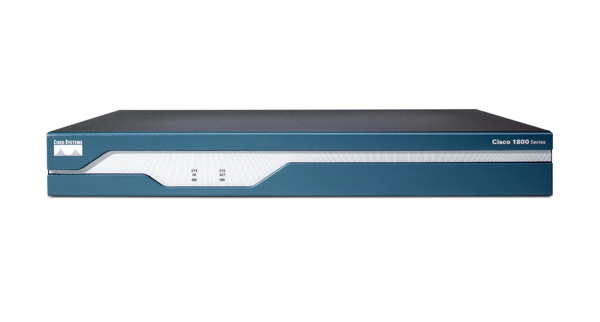
Ruter Cisco 1800

Companiile folosesc rutere de toate dimensiunile. Cele mai puternice se află de obicei în cadrul companiilor de telecomunicații și al centrelor de cercetare, dar multe companii mari au la rândul lor nevoie de rutere puternice. Multe companii, în special cele cu o răspândire geografică mare, folosesc un model de achiziție a ruterelor cu trei nivele: acces, distribuție și nucleu (core).

###### Nivelul acces
Nivelul acces este punctul în care utilizatorii accesează rețeaua. El oferă lărgime de bandă divizată între utilizatori și filtrare la nivelul 2 al stivei OSI, precum și agregarea rutelor expuse de acest nivel către nivelurile suplimentare. Ruterele de la acest nivel sunt asemănătoare ca performanțe cu ruterele pentru acasă și sunt plasate la locații de la marginea rețelei, care nu au nevoie de reguli complicate de rutare.

###### Nivelul distribuție
Nivelul distribuție asigură separația între nivelul acces și nivelul nucleu. Ruterele de nivel distribuție agregă traficul de la mai multe rutere de acces, fie din aceeași locație, fie din locații diferite, către nodul central al rețelei companiei. Ele asigură și comutarea pachetelor între diferitele VLANuri ale companiei.
Ruterele de nivel distribuție sunt deseori responsabile de asigurarea calității serviciilor într-o rețea cu arie geografică mare (WAN), astfel încât pot avea mai multe interfețe WAN, multă memorie și putere de procesare. Acest tip de rutere poate oferi acces și la anumite grupuri de servere sau chiar la unele rețele externe. Dacă acest lucru se întâmplă, ruterele trebuie incluse în politica de securitate a companiei. De aceea, sunt folosite firewalluri sau alte dispozitive de securitate. Când firma este concentrată într-un singur campus, este posibil ca acest nivel să lipsească. În acest caz, ruterele de acces, conectate la diferitele rețele locale, sunt interconectate prin rutere de nucleu.

###### Nivelul nucleu

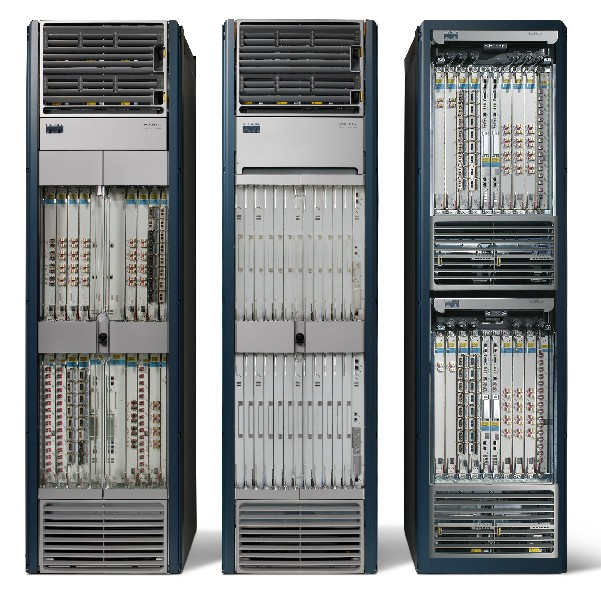
Ruter de nucleu Cisco RS1

În cadrul companiei, un ruter de nucleu trebuie să asigure rutarea cu cea mai mare viteză a pachetelor, fără să le manipuleze în niciun fel, fiind deci optimizate pentru viteză. Un asemenea ruter interconectează ruterele de nivel distribuție din diferitele locații ale companiei. Când compania nu are un sediu central unic, acest nivel poate lipsi, rolul său fiind preluat de rețeaua de telecomunicații care asigură interconectarea diferitelor sedii. În acest caz, nivelul distribuție devine nivelul superior al arhitecturii.

###### Rutere multi-WAN
Aceste routere poti fi multi-WAN. Un ruter Multi-WAN este un dispozitiv de rețea cu funcții de rutare (ruter) care poate gestiona mai multe conexiuni la internet de la diferiți furnizori de servicii (ISP) simultan sau la mai multe rețele externe. Aceasta înseamnă că un router multi-WAN poate combina mai multe linii de internet, fie de la același ISP (Internet Service Provider) sau de la furnizori diferiți, sau comunicarea cu alte rețele externe, pentru a crește lățimea de bandă disponibilă și pentru a asigura redundanță.

#### 3. Rutere 5G/4G/3G
Un router 5G/4G/3G este un dispozitiv care utilizează tehnologia rețelelor celulare pentru conectare la internet, apoi creează o rețea wireless la care pot accesa mai multe dispozitive, dar și prin cablu. Acesta funcționează cu ajutorul unei cartele SIM și se conectează la serviciul celular al unui operator de telefonie mobilă. Scopul principal al unui astfel ruter este să ofere acces la internet în zone în care nu există infrastructură cablată sau pentru a oferi o conexiune de backup în cazul în care conexiunea principală (de exemplu, fibră optică) nu funcționează.
Ca exemplu, Tenda 4G06 este un router care permite conectarea la rețelele 4G și 3G prin inserarea unei cartele SIM. Dispune de un modem celular integrat care se conectează automat la rețeaua disponibilă, fie 4G, fie 3G. Ruterul generează o rețea Wi-Fi 4 pe frecvența de 2,4 GHz, permițând dispozitivelor din apropiere să se conecteze la ruter și să aibă acces la internet. Se poate conecta și un swici pentru clienții prin cablu. Ruterul oferă două porturi LAN RJ45. Însă, primul port poate fi utilizat doar pentru conectarea WAN la un ISP (Internet Service Provider) prin cablu. În cazul în care conexiunea mobilă 4G/3G se întrerupe, ruterul comută automat pe conexiunea prin cablu WAN, asigurând astfel continuitatea accesului la internet. Această funcție de failover garantează că, în caz de cădere a uneia dintre conexiuni, cealaltă preia automat traficul de date. Antenele externe, care captează semnalul pentru datele mobile, sunt detașabile și pot fi montate în exteriorul clădirilor pentru a îmbunătăți recepția în zonele cu semnal slab 4G sau 3G. Pe de altă parte, antenele destinate rețelei Wi-Fi sunt integrate în carcasa routerului. În plus, Tenda 4G06 include un port RJ11 care permite conectarea unui telefon fix pentru a efectua apeluri prin tehnologia VoLTE (Voice over LTE), oferită de furnizorul de servicii mobile 4G. Tehnologia VoLTE este exlusiv pe 4G. Acesta este un avantaj suplimentar pentru utilizatorii care doresc să mențină funcționalitatea telefoniei fixe în paralel cu serviciile de date mobile.
VoLTE, care este acronimul pentru Voice over LTE (Comunicare vocală prin LTE), este o tehnologie de comunicații wireless de mare viteză pentru efectuarea apelurilor vocale și trimiterea de SMS-uri folosind telefoane mobile și terminale de date. VoLTE permite efectuarea apelurilor vocale folosind rețeaua LTE/4G, ceea ce duce la o calitate mai bună a sunetului, mai naturală și o conexiune mai rapidă.
Nu toate ruterele 4G oferă conexiuni VoLTE.  

#### 4. Rutere portabile
Ruterele mobile, portabile, cunoscute și sub numele de MiFi (Mobile Wi-Fi), sunt dispozitive portabile care vă permit să partajați o conexiune de date mobile cu alte dispozitive prin intermediul unei cartele SIM. Ruterele mobile sunt excelente pentru călătorii, pentru a evita consumul bateriei telefonului și pentru a partaja conexiunea de date cu mai multe dispozitive simultan.
De obicei partajarea conexiunii la internet se face prin Wi-Fi și în general permite conectarea simultană a unui număr limitat de clienți. Acestea au un acumulator pare permite funcționarea neîntreruptă timp de câteva ore.
Ca orice alt ruter, și acestea au o interfață grafică de gestionare accesibilă dintr-un browser. 

#### 5. Rutere de gaming
Ruterele de gaming sunt dispozitive special concepute pentru a îmbunătăți experiența de joc online. Ele oferă o serie de caracteristici și tehnologii avansate care sunt optimizate pentru nevoile jucătorilor. Iată câteva aspecte cheie despre ruterele de gaming:
- Prioritizarea traficului: Ruterele de gaming sunt proiectate pentru a prioritiza traficul de jocuri, reducând astfel latența și îmbunătățind performanța generală a jocurilor.
- QoS: Aceste rutere dispun de capacități avansate de QoS, care permit prioritizarea anumitor tipuri de trafic de rețea, asigurându-se că pachetele de date pentru jocuri sunt transmise cu cea mai mică cantitate de întârziere și interferență.
- Performanță îmbunătățită: Prin gestionarea eficientă a activităților cu lățime de bandă mare, ruterele de gaming asigură o conexiune stabilă și rapidă, esențială pentru jocurile online, în special cele multiplayer.[33]

Multe alte rutere oferă capabilități și performanțe asemănătoare însă nu sunt marketate ca rutere de gaming. Dacă ar fi astfel marketate clienții ar considera că sunt destinate unui anumit segment de vârstă.

#### 6. Rutere mesh

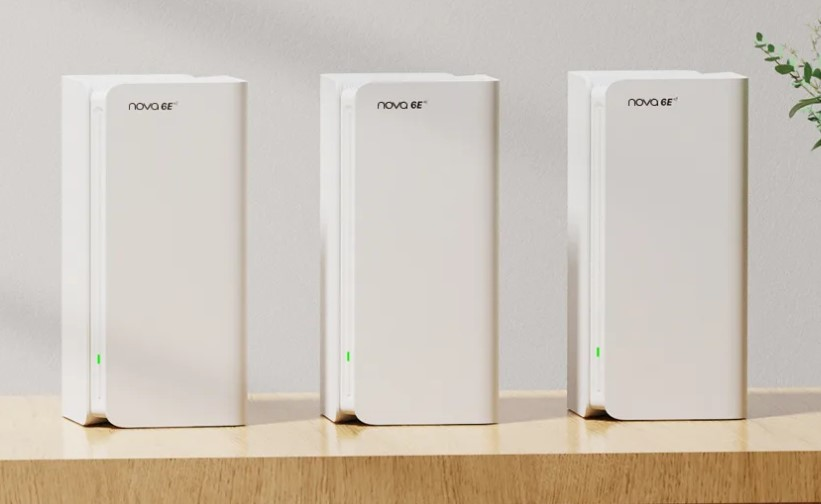
Tenda MX12 Pro un sistem Wi-Fi 6E mesh de rutare compus din 3 unități.

Ruterele mesh sunt soluții moderne de rețea care oferă o acoperire Wi-Fi extinsă și uniformă în întreaga casă sau birou. Ruterele mesh sunt compuse dintr-un set de mai multe noduri (rutere) care colaborează pentru a crea o rețea Wi-Fi neîntreruptă, unică. Aceste noduri pot fi plasate în diferite camere sau etaje, asigurând o acoperire uniformă în toate zonele. Există un ruter mesh central (sau hub) care coordonează comunicarea între noduri. Nodurile adiționale se conectează la routerul central și între ele, formând o rețea interconectată. Dispozitivele se conectează automat la cel mai apropiat nod, fără a fi nevoie să schimbe manual rețelele Wi-Fi. Nodurile dintr-o rețea mesh pot fi considerate și funcționează ca puncte de acces (AP-uri).
Multe sisteme mesh au o bandă radio dedicată pentru a comunica între noduri. Această bandă dedicată este folosită exclusiv pentru traficul de backhaul, adică pentru transferul de date între nodurile rețelei mesh, eliberând astfel benzile standard de 2,4 GHz, 5 Ghz și 6 GHz pentru ca dispozitivele conectate să le poată utiliza fără interferențe. 
Beneficii ale ruterelor mesh sunt:
- Acoperire extinsă: Elimină zonele fără semnal Wi-Fi, asigurând conectivitate în toate colțurile incintei.
- Roaming fără întreruperi: Dispozitivele se conectează automat la cel mai bun nod pe măsură ce te deplasezi.
- Performanță îmbunătățită: Mai multe noduri distribuie traficul, evitând congestia.
- Configurare ușoară: Majoritatea ruterelor mesh au și aplicații mobile intuitive pentru setare și gestionare, pe lângă o pagină web locală de gestionare.
- Extindere ulterioară: Sistemele mesh pot fi extinse cu unități (noduri) adiționale pentru mărirea suprafeței de acoperire.

Standardele IEEE 802.11k, 802.11v, 802.11r, 802.11s și 802.11ai sunt folosite la sistemele cu interconectare de tip mesh, dar și pentru grupuri de AP-uri, fie toate protocoalele, fie doar o parte:
1. 802.11k (Radio Resource Measurement):
  - 802.11k este un standard care permite dispozitivelor să colecteze informații despre resursele radio disponibile în rețea.
  - Acest lucru ajută dispozitivele să ia decizii mai bune privind roamingul, precum selectarea celui mai bun punct de acces (AP) disponibil.
  - Îmbunătățește eficiența roamingului și reduce întârzierile în timpul schimbării de AP-uri.
2. 802.11r (Fast Transition Roaming):
  - 802.11r este o extensie a standardului 802.11 care facilitează roamingul rapid între punctele de acces.
  - În loc să aibă loc o autentificare completă la fiecare AP nou, 802.11r permite calcularea cheilor de securitate în avans.
  - Reduce timpul de transfer între AP-uri, ceea ce este util pentru aplicații sensibile la întârziere, cum ar fi vocea și video pe Wi-Fi.
3. 802.11v (BSS Transition Management):
  - 802.11v oferă informații suplimentare despre rețea dispozitivelor client.
  - Aceste informații includ detalii despre capacitatea AP-urilor, încărcarea rețelei și alte caracteristici relevante.
  - Ajută dispozitivele să ia decizii mai bune privind roamingul și să optimizeze performanța rețelei.[35]
4. 802.11s și 802.11ai:
  - Alte protocoale relevante pentru rețelele mesh includ IEEE 802.11s, care definește modul specific de operare mesh pentru rețelele Wi-Fi, și IEEE 802.11ai, care optimizează procesul de autentificare și asociere a dispozitivelor în rețelele dense.

Pentru interconectarea mesh între dispozitive de la aceeași marcă, unele companii pot dezvolta protocoale proprietare pentru a îmbunătăți interoperabilitatea și performanța rețelei. Aceste protocoale pot oferi funcționalități suplimentare sau optimizări care nu sunt disponibile în standardele Wi-Fi convenționale. De exemplu:
- Cisco Adaptive Wireless Path Protocol (AWPP): Acest protocol este dezvoltat de Cisco și este utilizat în echipamentele lor pentru rețelele mesh. AWPP optimizează rutarea traficului și gestionarea rețelei în medii complexe sau în cazul în care există interferențe.
- Aruba AirMesh: Aruba Networks oferă propriul lor protocol pentru rețelele mesh, numit AirMesh. Acesta este proiectat pentru a asigura scalabilitate, performanță și securitate în rețelele wireless mesh implementate cu echipamente Aruba.
- Ruckus SmartMesh: Ruckus Wireless, parte a CommScope, utilizează propriul protocol SmartMesh pentru a interconecta și optimiza echipamentele lor în rețele mesh. Acest protocol oferă o gestionare inteligentă a traficului și o adaptare dinamică la schimbările în mediu.
- Linksys Intelligent Mesh: Este o tehnologie proprietară dezvoltată de Linksys pentru a facilita interconectarea mesh între dispozitivele lor Velop Mesh. Această tehnologie utilizează algoritmi avansați pentru a optimiza routarea traficului și a asigura o acoperire Wi-Fi uniformă în întreaga locuință.
- Netgear FastLane3 (Orbi Tri-Band Mesh Technology): Netgear utilizează o tehnologie proprie numită FastLane3 pentru interconectarea mesh între propriile echipamente Orbi. FastLane3 este un protocol proprietar care optimizează performanța și stabilitatea sistemelor mesh Orbi.
- Tenda Wi-Fi+: Este o tehnologie proprietară dezvoltată de Shenzhen Tenda Technology Co. Ltd, o companie specializată în dezvoltarea și producția de echipamente pentru rețelele informatice. Scopul acestei tehnologii este de a facilita interconectarea și gestionarea rețelelor mesh, cu accent pe îmbunătățirea experienței utilizatorilor. Prin simplificarea procesului de configurare și management al rețelelor mesh, Tenda Wi-Fi+ asigură în același timp o performanță ridicată și o acoperire optimă a spațiilor.

Acestea sunt doar câteva exemple de protocoale proprietare dezvoltate de companii pentru a facilita interconectarea dispozitivelor de la aceeași marcă în rețelele mesh. Utilizarea acestor protocoale poate oferi avantaje specifice în funcție de nevoile și cerințele rețelei.

#### 7. Rutere industriale
Ruterele industriale sunt dispozitive esențiale pentru conectarea dispozitivelor și a echipamentelor în mediile industriale. Acestea sunt concepute pentru a rezista la condiții severe, cum ar fi fluctuații de tensiune, temperatură extremă, umiditate ridicată, vibrații și praf, funcționând 24 de ore pe zi, 7 zile pe săptămână. În multe cazuri acestea trebuie să respecte anumite standarde și acreditări pentru a fi folosite în anumite medii periculoase sau anumite industrii. Iată câteva tipuri de routere industriale și caracteristicile lor:
- Ruterul industrial standard:
  - Acesta este un router robust, utilizat într-o varietate de aplicații industriale.
  - Rezistă la condiții dificile și oferă o conectivitate stabilă și sigură.
  - Este echipat cu multiple niveluri de securitate, inclusiv autentificare, criptare și filtrare a pachetelor de date.
- Ruterul industrial cu comunicație celulară:
  - Acest tip de router utilizează rețelele mobile (cum ar fi 4G, 5G) pentru conectivitate.
  - Ideal pentru locații fără acces la rețele terestre sau pentru aplicații mobile.
- Ruterul industrial pentru IoT (Internet of Things):
  - Conceput pentru a conecta dispozitivele IoT la internet sau la alte rețele.
  - Oferă o comunicare eficientă între senzori, camere de supraveghere și alte echipamente.
- Ruterul industrial pentru automatizare și control:
  - Utilizat în industria de producție pentru a conecta diverse dispozitive într-o rețea.
  - Poate gestiona camere de supraveghere, sisteme de control a proceselor și alte echipamente de monitorizare.
- Ruterul industrial pentru transporturi și logistică:
  - Conectează diverse echipamente, cum ar fi senzori, GPS-uri și sisteme de comunicații, pentru a urmări și controla flota de vehicule.
  - Îmbunătățește eficiența și gestionarea livrărilor.
- Ruterul industrial pentru energie și meteorologie:
  - Utilizat în domeniul energetic pentru monitorizarea și controlul rețelelor.
  - Folosit și în domeniul meteorologic pentru colectarea și transmiterea datelor.

Ruterele industriale trebuie să respecte anumite standarde și certificări pentru a asigura performanța, fiabilitatea și securitatea necesare în medii industriale. Iată câteva dintre cele mai comune standarde și certificări:
- IEC 61850: Acesta este un standard internațional pentru automatizarea și protecția substațiilor electrice. Ruterele care respectă acest standard sunt utilizate în aplicații de energie electrică pentru a asigura comunicarea fiabilă și în timp real.
- IEC 62443: Acest standard se referă la securitatea sistemelor de control industrial (ICS). Ruterele care îndeplinesc acest standard oferă măsuri avansate de securitate pentru protejarea împotriva atacurilor cibernetice.
- IEEE 1613: Este un standard pentru echipamentele de comunicații utilizate în substații electrice, asigurându-se că echipamentele sunt rezistente la condiții de mediu dure și interferențe electromagnetice.
- NEMA TS 2: Acest standard se aplică echipamentelor de control al traficului, incluzând ruterele utilizate în rețelele de transport inteligente (ITS). Asigură rezistența echipamentelor la condiții de mediu specifice drumurilor și autostrăzilor.
- MIL-STD-810G: Este un standard militar care definește cerințele de testare a echipamentelor în condiții extreme de mediu (temperaturi extreme, umiditate, șocuri, vibrații). Ruterele conforme cu acest standard sunt potrivite pentru aplicații militare și medii industriale dure.
- ATEX/IECEx: Aceste certificări sunt necesare pentru echipamentele utilizate în medii cu atmosferă explozivă (de exemplu, industrii petroliere și chimice). Asigură că ruterele sunt sigure pentru utilizare în astfel de medii periculoase.
- UL (Underwriters Laboratories): Certificarea UL pentru echipamentele industriale asigură conformitatea cu standardele de siguranță specifice. Ruterele care obțin această certificare au fost testate pentru a asigura siguranța utilizatorilor și a echipamentelor conectate.
- CE Marking: Aceasta indică faptul că ruterele industriale respectă cerințele esențiale de siguranță și performanță ale Uniunii Europene.

Aceste standarde și certificări asigură că ruterele industriale sunt capabile să funcționeze eficient și sigur în condițiile specifice ale mediilor industriale.

###### Rutere pentru rețele de telecomunicații
În principiu, companiile de telecomunicații vor folosi în cadrul propriilor rețele o arhitectură uzuală. Diferențele vor consta în numărul ruterelor și în felul cum se face interconexiunea cu alte rețele.
Majoritatea companiilor au un număr mic de rețele cu care se conectează (în principiu cele ale ISPurilor care furnizează internet companiei), pe când companiile de telecomunicații au interesul să aibă legături directe cu cât mai multe rețele similare, pentru a micșora latența (întârzierea) pachetelor către orice locație de pe glob.
Ruterele folosite pentru interconectarea între providerii de Internet (mai exact între două sisteme autonome) și alte rețele mari vor folosi aproape întotdeauna protocolul BGP pentru a schimba informații . În RFC 4098 sunt definite tipurile de rutere ce folosesc BGP. Ruterele PE (Provider Edge Router) sunt plasate la marginea unei rețele de ISP și folosesc eBGP pentru a discuta cu un ruter dintr-un alt sistem autonom (AS). Ruterele SE (Subscriber Edge Router) sunt plasate la marginea rețelei unui client și folosesc eBGP pentru a discuta cu un ruter al providerului. De obicei, acest ruter aparține clientului.
Ruter de graniță între provideri interconectează ISPuri, păstrând conexiuni BGP cu alte rutere din ASul celuilalt provider, iar ruterele de nucleu sunt plasate în interiorul rețelei, nu la periferia sa, și comunică prin iBGP cu alte rutere de nucleu sau de la marginea rețelei. Aceste rutere pot avea și alte funcții în cadrul unor rețele private virtuale bazate pe o combinație de BGP și MPLS.

#### 8. Rutere virtuale
Un ruter virtual (sau vRouter) este un sistem de rutare bazat pe software care permite mașinii gazdă să funcționeze ca un ruter obișnuit într-o rețea locală. Un ruter virtual este creat atunci când transformați un PC desktop sau laptop într-un router propriu-zis, de obicei se folosește un software de rutare și partajare a conexiunii la internet. Prin aceasta, alte dispozitive pot să se conecteze la PC, similar cu un hotspot mobil de pe smartphone. Se permite acces la conținut geo-blocat, un router virtual permite accesarea de conținut geo-blocat prin intermediul unui VPN. De exemplu, se poate utiliza un VPN pe PC, astfel încât să se beneficieze de protecția VPN. Util pentru dispozitive care nu suportă direct VPN, astfel, dispozitivele mai puțin avansate, cum ar fi consolele de jocuri, Roku, unele Smart TV-uri și Apple TV, nu permit instalarea directă a aplicațiilor VPN. 
Programe precum Connectify sau Virtual Router Manager permit transformarea unui laptop sau PC cu Windows într-un hotspot Wi-Fi, funcționând ca un router simplu pentru dispozitivele din apropiere. 
Ruterele virtuale sunt soluții software care funcționează ca un router fizic, oferind conectivitate și gestionarea rețelei. Câteva exemple de rutere virtuale populare:
- ARPMiner: Recomandat pentru caracteristicile sale robuste de securitate.
- Connectify HotSpot: Apreciat pentru ușurința de conectare a dispozitivelor.
- WinHotSpot Virtual WiFi Router: Bun pentru crearea de hotspot-uri stabile.
- mHotspot: Ideal pentru partajarea conexiunii cu mai multe dispozitive.
- Virtual Router Manager: Excelent pentru gestionarea conexiunilor wireless.
- Wi-Host: Se remarcă prin designul său minimalist și ușurința de utilizare.
- Verizon VNS: Potrivit pentru rețelistică la nivel de business.
- The Open Cloud Exchange: Ideal pentru rețelistică în cloud.
- Global Edge Router: Oferă o conectivitate și o acoperire globală.
- Sky Advanced Threat Prevention: Oferă prevenire avansată a amenințărilor.
- VyOS: Recunoscut pentru caracteristicile sale de sistem de operare de rețea

Cisco oferă diverse soluții de rutere virtuale, cunoscute pentru fiabilitatea și scalabilitatea lor. Acestea sunt doar câteva dintre opțiunile disponibile, iar Cisco continuă să inoveze în domeniul virtualizării rețelelor pentru a răspunde nevoilor în continuă schimbare ale organizațiilor moderne:
- Virtual Routing and Forwarding (VRF): Permite crearea de rutere virtuale separate pe un singur router fizic, izolând interfețele, tabelele de rutare și de forwarding.
- Easy Virtual Network (EVN): Oferă un mecanism simplu de virtualizare în rețelele locale, bazat pe VRF-Lite și encapsularea dot1q, fără a introduce noi protocoale.
- Cisco Cloud Services Router 1000V (CSR 1000V): Un router virtual care oferă funcționalități de rețea enterprise-class în medii virtuale și cloud.
- Cisco Virtual Wide Area Application Services (vWAAS): O soluție de optimizare WAN virtualizată pentru îmbunătățirea performanței aplicațiilor pe rețelele extinse.

Microsoft oferă o serie de rutere virtuale prin serviciile sale Azure, care sunt concepute pentru a oferi funcționalități de rețea în medii virtuale și cloud. Acestea sunt principalele rutere virtuale oferite de Microsoft, dar există și alte servicii și funcționalități de rețea disponibile în cadrul Azure care pot fi utilizate pentru a crea soluții de rețea virtualizate personalizate:
- Virtual Routers: Acestea sunt disponibile în cadrul serviciilor Azure Virtual Networks și permit gestionarea traficului de rețea și conectivitatea în cloud.
- Azure Cloud Services Router 1000V (CSR 1000V): Un router virtual care oferă funcționalități de rețea enterprise-class în medii virtuale și cloud.
- Azure Virtual WAN: Oferă o soluție de rețea virtuală care permite conectarea simplă și securizată a filialelor, a centrelor de date și a infrastructurii cloud.

Google Cloud oferă Cloud Router, un serviciu gestionat și distribuit care utilizează Protocolul Border Gateway (BGP) pentru a anunța prefixele IP. Cloud Router permite schimbul dinamic de rute între Virtual Private Cloud (VPC) și rețelele partenere, facilitând conectivitatea și gestionarea traficului de rețea în medii virtuale și cloud. Cloud Router este integrat cu alte produse Google Cloud, cum ar fi Cloud Interconnect și Cloud VPN, în special HA VPN, pentru a oferi o conectivitate robustă și securizată. Principalele caracteristici ale Cloud Router includ:
- Schimb dinamic de rute: Utilizează BGP pentru a schimba dinamic rutele cu rețelele partenere, cum ar fi rețelele on-premises, multicloud sau alte rețele VPC.
- Anunțarea automată a subneturilor: Învață automat noile intervale de adrese IP ale subneturilor din rețeaua VPC și le poate anunța către rețeaua parteneră.
- Suport IPv6: Oferă suport pentru IPv6, extinzând compatibilitatea și scalabilitatea serviciilor de rețea.
- Control plane pentru Cloud NAT: Servește ca plan de control pentru Cloud NAT, contribuind la gestionarea adreselor IP private în rețeaua VPC.

Amazon AWS oferă o gamă largă de opțiuni pentru rutere virtuale în cloud, care pot fi utilizate pentru a gestiona traficul în cadrul serviciilor virtuale și a rețelelor private virtuale (VPC).
- Amazon VPC oferă opțiuni de rutare pentru gateway-uri specifice sau conexiuni în VPC-ul tău. De exemplu, poți adăuga o rută în tabelul de rutare al subnetului tău către un gateway de internet sau către un gateway privat virtual pentru a permite instanțelor din VPC să comunice cu rețeaua ta proprie.[45]

### După tipul interfeței de conectare la WAN
Ruterele pot fi grupate după tipul interfeței de conectare la WAN (Wide Area Network) în funcție de tehnologia utilizată pentru a conecta cu rețeaua externă. WAN (Wide Area Network) este o rețea care acoperă o arie geografică largă, cum ar fi un stat, o țară sau chiar întregul glob. Acest tip de rețea conectează diferite locații geografice și permite comunicarea între ele. Internetul este un exemplu de WAN, deoarece conectează utilizatorii din întreaga lume. Bineînțeles, prin portul WAN se poate comunica cu orice altă rețea externă, pe altă clasă de IP decât cea a rețelei interne în fața căreia e echipamentul de rutare. În general, WAN-urile utilizează diverse tehnologii, inclusiv linii dedicate, conexiuni prin satelit sau rețele mobile, pentru a asigura conectivitatea între diferitele rețele locale (LAN-uri) sau rețele metropolitane (MAN-uri). Portul WAN de pe router este cel prin care cablul de la furnizorul de servicii de internet se conectează la routerul tău, permițând accesul la internet. Diferența dintre WAN și LAN este că LAN este o rețea locală care poate funcționa și fără WAN, conectând doar calculatoarele dintr-o locație specifică, o rețea de calculatoare dintr-un birou, în timp ce WAN face legătura cu internetul sau alte rețele și reprezintă accesul la acesta.
1. Ethernet: Ruterele care utilizează conexiuni Ethernet sunt cele mai comune și se bazează pe cabluri UTP (Unshielded Twisted Pair), FTP (Foiled Twisted Pair) sau STP (Shielded Twisted Pair) pentru conectivitate folosind un conector RJ-45 cu porturi de diverse rate de transfer, de la 100 Mbps până la 100 Gbps. Majoritatea ruterelor, fie că partajează conexiunea prin cablu sau/și Wi-Fi, au porturi RJ45 pentru conectarea WAN.
2. Wireless LAN (WLAN): Aceste rutere folosesc semnale radio pentru a permite conectivitatea fără fir, cunoscute și sub numele de Wi-Fi la rețeaua WAN. Aceste rutere se conectează la internet prin WISP (Wireless Internet Service Provider). WISP-urile sunt utile în zonele în care infrastructura tradițională de cablu, fibră optică sau LTE nu este disponibilă sau este limitată. Furnizorii de servicii de internet (Internet Service Provider) transmit semnale Wi-Fi de la o antenă centrală, permițând clienților să se conecteze la internet într-un mod similar cu conectarea la o rețea Wi-Fi obișnuită. În esență conexiunea WISP poate fi considerată o conexiune tip client-stație sau client-AP și poate fi înlocuită cu astfel de tip de conexiune.
3. Fibră Optică: Ruterele cu conexiunea la WAN prin fibră optică oferă viteze de transmisie superioare și sunt ideale pentru distanțe lungi datorită pierderilor reduse de semnal. Sunt destul de comune în mediul business.
4. Power Line Communication (PLC): Aceste rutere transmit date prin liniile de alimentare cu curent electric alternativ existente, o metodă care poate fi utilă în anumite aplicații industriale sau rezidențiale.
5. Prin linie telefonică: De exemplu ruterele care folosesc Home Phoneline Networking Alliance (HomePNA) utilizează liniile telefonice existente pentru a crea o rețea fără a interfera cu serviciul telefonic. Acestea au conectori RJ-11 pe portul WAN.
6. Conectare la rețele 3G/4G/5G: Acestea permit conectarea la rețelele de telefonie mobilă și sunt capabile să ofere acces la internet în zone fără infrastructură de cablu sau în situații de mobilitate. Ruterele 3G/4G/5G sunt valoroase pentru aplicații precum monitorizarea și controlul la distanță, comunicațiile în caz de urgență, sau pentru a asigura o conexiune de rezervă în cazul în care conexiunea principală eșuează. În plus, cu evoluția tehnologiei, multe rutere industriale suportă și 5G, oferind viteze de transmisie și mai mari și latime de bandă îmbunătățită pentru aplicații care necesită o mare cantitate de date și o conectivitate ultra-rapidă.[36]Tenda 5G03 este un ruter cu conectarea la internet prin cablu, mufă RJ45, și prin date mobile 5G/4G/3G, prin inserarea unei cartele SIM. Conexiunea la internet e partajată prin cablu și prin Wi-Fi. Intră în categoria ruterelor 3G/4G/5G.[49] Acesta are și funcție de failover dintre conexiunea prin cablu și date mobile.

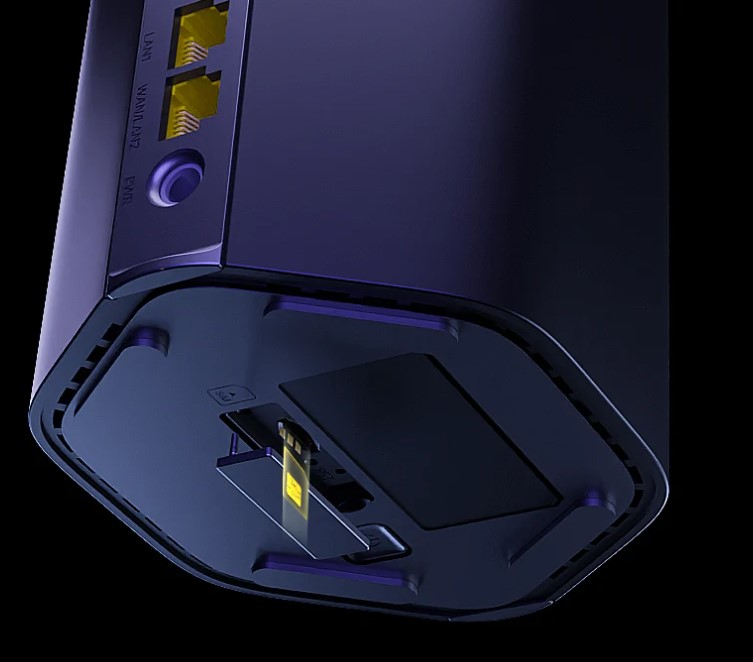
Tenda 5G03 este un ruter cu conectarea la internet prin cablu, mufă RJ45, și prin date mobile 5G/4G/3G, prin inserarea unei cartele SIM. Conexiunea la internet e partajată prin cablu și prin Wi-Fi. Intră în categoria ruterelor 3G/4G/5G. Acesta are și funcție de failover dintre conexiunea prin cablu și date mobile.

Aceste categorii reflectă diferitele metode de conectare WAN pe care le pot utiliza ruterele industriale. Alegerea tehnologiei depinde de cerințele specifice ale rețelei, cum ar fi distanța, viteza, costul și infrastructura existentă

#### 4. Power Line Communication (PLC)
Articol corelat: Adaptor Powerline
Există mai multe standarde dezvoltate pentru tehnologia Power Line Communication (PLC), fiecare adaptată pentru diferite aplicații și medii. Iată o listă detaliată a principalelor standarde PLC:
- Standardele Narrowband PLC (NB-PLC)
  - ITU-T G.hnem (G.9955/G.9956): Standard pentru rețelele de bandă îngustă în aplicații Smart Grid și automatizare industrială. Acoperă specificațiile fizice și de protocol pentru NB-PLC.
  - IEEE 1901.2: Standard pentru comunicațiile de bandă îngustă în aplicații Smart Grid, Smart City și Internet of Things (IoT). Definește tehnologiile fizice și de legătură pentru frecvențe de operare sub 500 kHz.
  - PRIME (PoweRline Intelligent Metering Evolution): Standard deschis pentru comunicațiile de bandă îngustă în rețelele Smart Grid. Dezvoltat pentru a oferi soluții eficiente pentru citirea contorului și alte aplicații utilitare.
  - G3-PLC: Standard pentru comunicațiile de bandă îngustă care folosește modulația OFDM (Orthogonal Frequency Division Multiplexing). Utilizat pentru aplicații Smart Grid și distribuția de energie electrică.

- Standardele Broadband PLC (BB-PLC)
  - HomePlug AV: Standard dezvoltat de HomePlug Powerline Alliance pentru rețelele de acasă. Permite rate de transfer de până la 200 Mbps, utilizat pentru distribuția de date, audio și video în casă.
  - HomePlug AV2: O îmbunătățire a HomePlug AV, cu rate de transfer de până la 1 Gbps. Include tehnologii avansate pentru a crește performanța și acoperirea în locuințele moderne.
  - HomePlug Green PHY: Versiune optimizată a HomePlug pentru aplicații Smart Grid și vehicule electrice. Consum redus de energie și costuri mai mici, păstrând compatibilitatea cu HomePlug AV.
  - IEEE 1901: Standard IEEE pentru comunicațiile de bandă largă pe liniile de alimentare electrică. Include moduri de operare pentru comunicații de mare viteză, utilizând modulația OFDM.
  - ITU-T G.hn (G.9960/G.9961): Standard ITU pentru comunicații de bandă largă folosind liniile de alimentare electrică, cablurile coaxiale și liniile telefonice. Oferă rate de transfer de până la 1 Gbps și este conceput pentru a unifica diferite tipuri de medii de transmisie într-o singură rețea.

- Alte standarde și specificații
  - Standard IEEE P1905.1: Standard pentru rețelele hibride de acasă, care combină PLC cu alte tehnologii de rețea, cum ar fi Wi-Fi, Ethernet și MoCA (Multimedia over Coax Alliance).
  - Standard ISO/IEC 12139-1: Standard internațional pentru comunicațiile de bandă largă pe liniile de alimentare electrică. Definește specificațiile fizice și de protocol pentru BB-PLC.

#### 6. Conectare la rețelele 5G/4G/3G
Articol corelat: Ruter Wi-Fi
Înțelegerea diferențelor dintre tipurile de conexiuni date mobile este esențială pentru a alege cea mai potrivită opțiune în funcție de nevoile și utilizarea specifică a fiecărui utilizator. Fiecare tip de conexiune oferă viteze și capacitate diferite, influențând performanța navigării pe internet și utilizarea aplicațiilor.
- 2G (E și EDGE): E (EDGE) oferă viteze de aproximativ 348-400 Kbit/s, fiind adecvat pentru sarcini de bază precum apeluri, mesaje și e-mailuri fără fotografii.
- 3G și H+: 3G (UMTS) îmbunătățește performanța, permițând utilizarea video, e-mail, navigare și fotografii, cu o viteză de 1.9 Mbps. H+ (HSPA și DC) oferă viteze semnificativ mai mari, de până la 14-42 Mbps, facilitând transferul de fișiere mai mari.
- 4G (LTE): Vitezele 4G ajung până la 150 Mbps – 1 Gbit/s, adecvate pentru streaming video de înaltă calitate și utilizare confortabilă a smartphone-ului.
- 5G: 5G se distinge prin viteze incredibile, de până la 20 Gb/secundă, cu o latență mult mai mică de 20ms, facilitând conexiuni instantanee pentru aplicații avansate și suportând un număr mai mare de dispozitive conectate simultan.[50]
- 6G: Până în prezent, 2024, 6G nu este încă o realitate comercială, dar cercetările și dezvoltarea sunt în curs de desfășurare. 6G este considerată a fi următoarea generație de rețele mobile, care va urma după 5G. Se așteaptă ca 6G să ofere o viteză de transfer de date mult mai mare, o latență redusă și o capacitate de conectare mult mai mare decât 5G. Se estimează că 6G va oferi viteze de transfer de până la 1 terabit pe secundă (1 Tbps) sau chiar mai mult. 6G va reduce semnificativ timpul de răspuns al rețelei, ceea ce va fi crucial pentru aplicații precum realitatea virtuală și augmentată. Este dificil de spus cu exactitate, dar se estimează că 6G ar putea deveni comercială în jurul anului 2030 sau mai târziu.

### Clasificarea ruterelor pe baza funcțiilor suplimentare
Ruterele au în principal funcția de rutare, adică conectarea rețelelor separate logic. Ruterele au funcția principală de a ruta traficul între diferite rețele, fie ele locale sau externe. Însă ruterele pot avea funcții adiționale una sau mai multe și pot fi marketate în funcție de caracteristici secundare, astfel:
1. Rutere cu server VPN (VPN Router): Acestea permit configurarea unui server VPN pentru a asigura conexiuni sigure și anonime pentru dispozitivele conectate la rețea. Utilizatorii pot accesa rețeaua privată de la distanță prin intermediul acestui server VPN.
2. Routere cu control de AP-uri: Acestea sunt utilizate și pentru a gestiona și monitoriza punctele de acces (AP-uri) din rețea. Permite configurarea și optimizarea performanței AP-urilor, precum și gestionarea traficului și a securității.
3. Routere cu funcționalitate de filtrare a conținutului și securizare a traficului: Acestea permit blocarea sau filtrarea anumitor tipuri de conținut web. Utilizate pentru a proteja copiii de conținut inadecvat sau pentru a gestiona accesul la anumite site-uri. Routerele industriale care au funcționalitate de filtrare a conținutului sunt adesea denumite routere de securitate. Aceste dispozitive oferă o protecție avansată pentru rețelele industriale, filtrând traficul și blocând accesul neautorizat al persoanelor sau malware-ului.
4. Routere multi-WAN: Așa cum sugerează și numele, sunt rutere care vin cu două sau mai multe porturi WAN pentru a permite conectarea la mai mulți furnizori de servicii de internet (ISP) sau la mai multe rețele externe. Aceste routere sunt denumite și routere dual-WAN, în special atunci când au doar două porturi. Acestea oferă:
  - Redundanță și backup: Routerele multi-WAN sunt extrem de utile pentru cei care au nevoie de acces la internet în permanență și pentru care chiar și câteva minute de indisponibilitate pot avea un impact semnificativ. Cu routerele multi-WAN, nu trebuie să vă bazați doar pe un singur ISP de internet, ceea ce este un avantaj major în zonele cu o conexiune la internet nesigură. Puteți avea o conexiune la internet de la două furnizori diferiți, astfel încât, chiar dacă unul dintre ei nu funcționează, aveți în continuare acces la celălalt. Puteți configura prima conexiune ca fiind cea principală și cealaltă ca fiind o conexiune de backup, astfel încât backup-ul să preia atunci când conexiunea principală eșuează, o funcționalitate cunoscută și ca failover. Acestea pot comuta automat și la o conexiune 4G/5G în cazul în care conexiunea principală prin cablu este indisponibilă, asigurând o conectivitate continuă în situații de urgență sau în zone cu acoperire limitată.
  - Balansarea încărcării și traficului: Ruterele multi-WAN ajută și la balansarea încărcării la internet, astfel încât să puteți beneficia de un serviciu de internet fiabil în orice moment. Într-o configurație tradițională de router, întreaga încărcătură este direcționată către un singur ISP. Cu routerele multi-WAN, această încărcătură este distribuită între doi sau mai mulți ISP-uri, ceea ce duce la o viteză mai mare a internetului.
  - Securitate: Multe rutere dual-WAN vin cu VPN L2TP pentru a ajuta angajații să se conecteze în siguranță la rețea. De asemenea, permite să criptați traficul peste rețelele publice, reducând astfel posibilitatea de hacking sau citire neautorizată a conținutului transmis.

## Reprezentare
În cadrul diagramelor de rețele, pentru a reprezenta un ruter pot fi folosite diferite imagini. Mai mulți producători oferă imagini de mici dimensiuni cu produsele lor care pot fi folosite în programele de creare de diagrame.
Compania Cisco a pus în mod liber la dispoziția utilizatorilor o bibliotecă de simboluri ale diferitelor elemente de rețea, în care pentru a reprezenta ruterul se folosește un disc cu 4 săgeți, orientate ca în imaginea alăturată. Datorită poziției dominante a companiei, imaginile din această bibliotecă sunt folosite în multe lucrări de specialitate, precum și în anumite cursuri universitare.